# Museo de Ronda
El Museo de Ronda está ubicado en el Palacio de Mondragón del centro de Ronda, en la provincia de Málaga, España. Contiene una colección de interés histórico y arqueológico. 

## Historia
El Ayuntamiento de Ronda compra el Palacio de Mondragón para convertirlo en museo en el año 1975. Durante los años 1980 y 1990 se realizan las obras por parte de la Escuela Taller de Ronda. En los años 1990 se instalan las primeras salas, destinadas a alojar a las distintas piezas encontradas en los yacimientos arqueológicos del término municipal de Ronda, sobre todo de Acinipo, así como otros objetos procedentes de donaciones privadas. Aunque no será hasta el año 2006 cuando se abran las salas visitables actualmente. Se proyectan cuatro grandes áreas temáticas, de las que sólo se ha instalado, por el momento, la correspondiente a arqueología.

## Colecciones
La colección se organiza en cinco salas: la sala de las comunidades cazadoras y recolectoras, la sala de las primeras comunidades campesinas, la sala de sociedades jerarquizadas, la sala del mundo romano y la sala del mundo funerario musulmán.